# Bhujhawa
Bhujhawa – gaun wikas samiti w zachodniej części Nepalu w strefie Lumbini w dystrykcie Nawalparasi. Według nepalskiego spisu powszechnego z 2001 roku liczył on 891 gospodarstw domowych i 5548 mieszkańców (2625 kobiet i 2923 mężczyzn).